# Diplublephara
Diplublephara là một chi bướm đêm thuộc họ Geometridae.